# Robin Lee Graham
Robin Lee Graham, född 5 mars 1949 i USA, är en amerikansk seglare som åren 1965 till 1970 genomförde en ensamsegling jorden runt och som därmed blev den yngste människan att genomföra denna bedrift.

## Resan
Robin Lee Graham planer på en ensamsegling började på hans 16-årsdag med planer på att segla till Hawaii. Idén stöttes av hans föräldrar och man införskaffade en slup på ca 7 m (24 fot) som döptes till "Dove". Den 27 juli 1965 lämnade Graham så hamnen San Pedro i Los Angeles med mål Hawaii (1).

### Stilla havet
Graham nådde Hawaii efter en händelselös resa på ca 23 dagar. Sporrad av detta beslöt han sig för att fortsätta resan. Båten fick ytterligare utrustning och försågs med kartor och navigationsutrustning.
Den 14 september 1965 lämnade han Ala Wai hamnen i Honolulu med kurs på 
Tabuaeran i Kiribati dit han anlände 14 dagar senare.
Därifrån satte han kurs mot Tutuila i Amerikanska Samoa. Cirka 14 dagar senare och bara en bit utanför Tutuila bröts dock masten och han tog sig mödosamt till Upolu på Samoa som låg närmare och han anlände till Apia den 19 oktober 1965. Efter reparationer lämnade han sedan Apia den 3 januari 1966 och nådde Pago Pago den 5 januari. Han beslöt sig nu att stanna till slutet på orkansäsongen och lämnade Pago Pago först den 1 maj (2).
Graham styrde nu mot Vava'ugruppen i Tonga och därifrån den 21 juni vidare mot Fiji där han anlände till Viti Levu den 1 juli. Han ägde endast 23 dollar just då och inresekraven till Fiji inkluderade att man hade en utresebiljett värd 100 dollar, varför Graham uppsökte USA:s konsualt i Suva för att få ett lån (3).
Han trivdes i Fiji och det var även här som han mötte den amerikanska flickan Patti Ratterree och som han blev kär i. De tillbringade flera veckor tillsammans bland öarna innan Grahams far pressade honom att fortsätta resan. Patti och Graham bestämde att åter mötas i Darwin om 10 månader eller, om problem skulle uppstå, senare i Durban.
Den 22 oktober fortsatte Graham så resan och satte kurs mot Vanuatu och han nådde Port Vila på ön Efate 4 dagar senare. Hans far hade också rest dit och de tillbringade några veckor tillsammans (4) innan Graham fortsatte mot Salomonöarna där han nådde Honiara på ön Guadalcanal den 20 november. Hans far mötte upp där och de tillbringade julen tillsammans på Guadalcanal.
Därefter satte Graham kurs mot Nya Guinea och anlände till Port Moresby den 24 mars 1967. Den 18 april fortsatte han sedan mot Australien och anlände till Darwin den 4 maj.
Där träffade han såväl Patti som sin far som dock var mindre förtjust i flickan som han såg som ett hot mot sonens jorden runt resa. Även tidningen "National Geographic" som nu sponsrade resan och hade börjat med en artikelserie ställde tydliga krav på Graham (5).

### Indiska oceanen
Den 6 juli fortsatte Graham sin resa med kurs mot Kokosöarna som han nådde den 24 juni efter en händelselös resa och sedan vidare mot Mauritius. Endast 18 timmar efter att han lämnade Kokosöarna bröts masten igen och han tvingades till att använda nödsegel till de återstående 3.700 km till Mauritius. Han nådde Port Louis i slutet på augusti. Efter reparationer och en ny mast inköpt av "National Geographic" fortsatte resan vidare mot Réunion.
Efter ett kort uppehåll på Réunion sattes nu kurs mot Sydafrika. Graham upplevde nu den värsta stormen under hela sin resa (6). Stormen varade i 17 dagar men han anlände till Durban utan skador.
I Durban möter han åter Patti, de gifter sig här och stannar i Sydafrika i 9 månader.

### Atlanten
Han lämnade Durban med kurs over Atlanten mot Surinam, dock uppstod problem och han behövde först utföra en del reparationer i Kapstaden.
Den 13 juli 1968 lämnar Graham Kapstaden med kurs mot St Helena där han anlände till Ascension den 5 augusti innan han korsade Atlanten. Han anlände till Paramaribo den 31 augusti. Han lämnade sedan Paramaribo den 12 oktober med kurs mot Barbados.
Han var nu trött och sliten, båten höll på att falla i bitar och han orkade inte fortsätta resan och "Dove" bjöds ut till försäljning (7). Efter längre övertalning och en viloperiod på Barbados kom Graham, hans föräldrar och hans sponsorer fram till en kompromiss. En ny båt "Return of the Dove" på 10 m (33 fot) införskaffades och levererades till Saint Thomas i Amerikanska Jungfruöarna dit Graham seglade från Barbados.
Den 21 november 1969 sattes kurs mot Panama där han nådde San Blas-öarna 8 dagar senare. Här gjorde Graham åter en paus över julen och först den 17 januari 1970 startade färden till Balboa genom Panamakanalen.

### Stilla havet
Efter en ny vila fortsatte Graham den 30 januari till Galapagosöarna där han anlände till ön San Cristobal den 7 februari. Här mötes han av Patti och de tillbringade några veckor tillsammans (8).
Den 23 mars började Graham så resans sista etapp och han anlände till hamnen i Los Angeles på morgonen den 30 april 1970 efter 1739 dagar.

## Eftermäle
Efter en kort period på Stanford University flyttade familjen sedan till den lilla orten Kalispell i Montana (9).
Graham skrev en bok om resan som kom ut 1972 och resan blev även till film 1974. Filmen The Dove hade svensk premiär den 20 februari 1975.